# Do It Well
"Do It Well" é uma canção da cantora estadunidense Jennifer Lopez, do álbum Brave, escrita e produzida por Ryan Tedder. A canção contém fragmentos da música de 1973 "Keep on Truckin'", escrita por Leonard Caston, Anita Poree e Frank Wilson e cantada Eddie Kendricks.
O single foi lançado nas rádios americanas em 15 de maio de 2007 e para download digital um mês depois. Mesmo tento atingindo top 10 em vários países, o desempenho da canção no mundo foi considerado "morno".
A canção conseguiu chegar ao top 10 na Itália e o top 20 no Reino Unido, na Holanda, na Suíça, na Irlanda e na Austrália. Na parada americana Billboard, "Do It Well" conseguiu a primeira posição na Hot Dance Club Play.

## Videoclipe
O videoclipe da música foi dirigido por David LaChapelle e filmado no Sunset Boulevard em Los Angeles, nos dias 16 e 17 de abril de 2007. O lançamento mundial ocorreu no Yahoo! Music em 6 de Setembro de 2007. Já nos Estados Unidos, o lançamento ocorreu estrategicamente em 22 de Setembro de 2007, mais próximo da data do lançamento oficial do lançamento do single digital.
O vídeo debutou no TRL da MTV em 17 de setembro de 2007 e em 22 de setembro na décima posição do VH1 Top 20 Video Countdown.
No vídeo, Lopez começa andando em uma rua e recebe uma mensagem com um vídeo no seu PDA com um pedido de SOS de um pequeno garoto sequestrado e obrigado a trabalhar na cozinha de uma casa noturna de sadomasoquismo, na Union Street. Ela entra no clube, empurrando o porteiro nas escadas depois de ter o questionado. Ela continua andando através da multidão, entrando em quartos para procurar o paradeiro do menino. Ela faz pergunta à pessoas e bate nelas para tirar alguma informação. Enquanto isto se passa, há cenas de Lopez dançando em um vestido vermelho. No fim ela finalmente encontra o menino, então, ela e o garoto saem juntos do clube.

## Faixas e formatos
CD single
1. "Do It Well"
2. "Me Haces Falta"

12" single
1. "Do It Well"
2. "Do It Well" (Acapella)
3. "Do It Well" (com Ludacris)
4. "Do It Well" (Instrumental)

Digital/CD single (Premium)
1. "Do It Well"
2. "Me Haces Falta"
3. "Como Ama una Mujer"
4. "Me Haces Falta" (Videoclipe)